# Sjef Diederen
Sjef Diederen (Broekhem (Valkenburg), 30 april 1932 – Heerlen, 28 augustus 2012) was een Nederlands-Limburgse zanger en liedjesschrijver die zijn jeugd onder meer doorbracht in de buurtschap Thull, gemeente Schinnen. Later woonde hij in Hoensbroek. Hij zong zijn liedjes in het Valkenburgs, een Limburgs dialect. 
Zijn bekendste nummer is Geneet van 't laeve. Dit lied stamt uit 1978 en eindigde hoog in de Limbo Top 100 van de provinciale zender L1.
Diederen begon zijn carrière als zanger in 1953 met 't Kapelke. Dat was in die tijd een geliefd onderwerp in dialectliedjes. Hij was een van de eerste Limburgse zangers die in het dialect zong en begeleidde zichzelf op gitaar. 
Diederen overleed in een verzorgingstehuis nabij het Atrium Medisch Centrum te Heerlen op 80-jarige leeftijd. Op zaterdag 1 september werd hij onder grote belangstelling begraven vanuit de H. Hartkerk te Mariarade, Hoensbroek. Hij was de jongste en laatste van de "vijf grote Limburgse Troubadours"; de anderen waren Jo Erens (1928-1955), Chel Savelkoul (1924-2003), Frits Rademacher (1928-2008) en Harry Bordon (1921-1980).

## Discografie
- Leedjes in mien moderstaal (1978)
- Leedjes met Sjef Diederen (1979)
- Romantiek oet Limburg (1973)
- Leedjes veur jongk en auwd (1980)
- Leedjes van gistere en vandaag (1981)
- Leedjes um noa te loestere (1982)
- De beste van Sjef Diederen (1986)
- De troubadour van Limburg
- De Limburgse troubadour (1991)
- In Mooderstaal (1992)
- Kaersmös mit Sjef Diederen (1992)
- Gistere & Vandaag (1998)
- 50 joar troubadour (2000)
- Veer komme oet 't zuude (2004)
- Hie is 't gezellig (2005)
- Ik geloof (Nederlandse geestelijke liedjes, 2006)
- Wo zint de joare gebleve (2006), met bijdrages van Marlies Notten, Jo Smeets en Beppie Kraft

## Trivia
- Veolia Transport heeft een van zijn Velios-treinstellen vernoemd naar Sjef Diederen. Dit treinstel, met stelnummer 7651, was op 8 december 2009 betrokken bij een aanrijding met een vrachtwagen in Houthem.
- Op carnavalsdinsdag 2021 – midden in de coronapandemie – speelde de Groninger stadsbeiaardier Auke de Boer op verzoek van enkele Limburgse vrienden een arrangement van Geneet van 't laeve op het carillon van de Martinitoren.[2]